# Delias rosenbergii
Delias rosenbergii is een vlindersoort uit de familie van de Pieridae (witjes), onderfamilie Pierinae.
Delias rosenbergii werd in 1865 beschreven door van Vollenhoven.